# Imunoanaliză magnetică
Imunoanaliză magnetică (MIA) este un tip de imunoanaliză de diagnosticare care utilizează margele magnetice ca marker în locul enzimelor convenționale (ELISA), al radioizotopilor (RIA) sau al fracțiunilor fluorescente (imunoanaliză fluorescentă) pentru a detecta un anumit analit. MIA implică legarea specifică a unui anticorp la antigenul său, în care o etichetă magnetică este conjugată cu un element al perechii. Prezența mărgelelor magnetice este apoi detectată de un cititor magnetic (magnetometru) care măsoară modificarea câmpului magnetic indusă de mărgele. Semnalul măsurat de magnetometru este proporțional cu concentrația analitului (virus, toxină, bacterie, marker cardiac etc.) din proba inițială.

## Etichete magnetice
Bilele magnetice sunt alcătuite din particule de oxid de fier de dimensiuni nanometrice încapsulate sau lipite împreună cu polimeri. Aceste bile magnetice variază de la 35 nm până la 4,5 μm. Nanoparticulele magnetice componente variază între 5 și 50 nm și prezintă o calitate unică denumită superparamagnetism în prezența unui câmp magnetic aplicat din exterior. Descoperită pentru prima dată de francezul Louis Néel, laureat al Premiului Nobel pentru Fizică în 1970, această calitate superparamagnetică a fost deja utilizată pentru aplicații medicale în imagistica prin rezonanță magnetică (IRM) și în separări biologice, dar nu și pentru etichetare în aplicații comerciale de diagnosticare. Etichetele magnetice prezintă mai multe caracteristici foarte bine adaptate pentru astfel de aplicații:
- nu sunt afectate de chimia reactivilor sau de fotodecolorare și, prin urmare, sunt stabile în timp,
- fondul magnetic dintr-o probă biomoleculară este de obicei nesemnificativ,
- turbiditatea sau colorarea probei nu au niciun impact asupra proprietăților magnetice,
- margele magnetice pot fi manipulate de la distanță prin magnetism.

## Detecție
Imunoanalizele magnetice (MIA) sunt capabile să detecteze anumite molecule sau agenți patogeni prin utilizarea unui anticorp marcat magnetic. Funcționând într-un mod similar cu cel al unui ELISA sau Western Blot, se utilizează un proces de legare a doi anticorpi pentru a determina concentrațiile de analiți. MIA utilizează anticorpi care acoperă o perlă magnetică. Acești anticorpi se leagă direct de agentul patogen sau de molecula dorită, iar semnalul magnetic dat de bila legată este citit cu ajutorul unui magnetometru. Cel mai mare beneficiu pe care această tehnologie îl oferă pentru imunomarcație este faptul că poate fi realizată într-un mediu lichid, în timp ce metode precum ELISA sau Western Blotting necesită un mediu staționar pentru ca ținta dorită să se lege de acesta înainte de a putea fi aplicat anticorpul secundar (cum ar fi HRP [Horse Radish Peroxidase]). Deoarece MIA poate fi efectuată într-un mediu lichid, în sistemul model se poate realiza o măsurare mai precisă a moleculelor dorite. Deoarece nu trebuie să aibă loc nicio izolare pentru a obține rezultate cuantificabile, utilizatorii pot monitoriza activitatea în cadrul unui sistem. Obținând o idee mai bună despre comportamentul țintei lor.
Modalitățile în care poate avea loc această detecție sunt foarte numeroase. Cea mai elementară formă de detecție constă în trecerea unei probe printr-o coloană gravitațională care conține o matrice de polietilenă cu anticorpul secundar. Compusul țintă se leagă de anticorpul conținut în matrice, iar orice substanță reziduală este spălată cu ajutorul unui tampon ales. Anticorpii magnetici sunt apoi trecuți prin aceeași coloană și, după o perioadă de incubare, orice anticorpi nelegate sunt spălați folosind aceeași metodă ca și înainte. Citirea obținută de la margele magnetice legate de țintă, care este captată de anticorpii de pe membrană, este utilizată pentru a cuantifica compusul țintă în soluție.
De asemenea, deoarece metodologia este atât de asemănătoare cu cea a ELISA sau Western Blot, experimentele pentru MIA pot fi adaptate pentru a utiliza aceeași detecție dacă cercetătorul dorește să își cuantifice datele într-un mod similar.

## Magnetometre
Un instrument simplu poate detecta prezența și măsura semnalul magnetic total al unei probe; cu toate acestea, provocarea dezvoltării unei MIA eficiente constă în separarea fondului magnetic natural (zgomot) de ținta slab marcată magnetic (semnal). Au fost utilizate diverse abordări și dispozitive pentru a obține un raport semnal-zgomot (SNR) semnificativ pentru aplicațiile de biodetecție:
- senzori magnetorezistivi giganți și valve de spin
- cantilevere piezorezistive
- senzori inductivi
- dispozitive de interferență cuantică supraconductoare (SQUID)
- inele magnetorezistive anizotrope
- și senzori Hall miniaturali.

Dar îmbunătățirea SNR necesită adesea un instrument complex care să asigure scanarea repetată și extrapolarea prin procesarea datelor sau alinierea precisă a țintei și a senzorului de dimensiuni miniaturale și potrivite. Dincolo de această cerință, MIA care exploatează proprietățile magnetice neliniare ale etichetelor magnetice poate utiliza în mod eficient capacitatea intrinsecă a unui câmp magnetic de a trece prin plastic, apă, nitroceluloză și alte materiale, permițând astfel măsurători volumetrice reale în diverse formate de imunoanaliză. Spre deosebire de metodele convenționale care măsoară susceptibilitatea materialelor superparamagnetice, un MIA bazat pe magnetizarea neliniară elimină impactul materialelor dia- sau paramagnetice liniare, cum ar fi matricea probei, materialele plastice consumabile și/sau nitroceluloza. Deși magnetismul intrinsec al acestor materiale este foarte slab, cu valori tipice ale susceptibilității de -10-5 (dia) sau +10-3 (para), atunci când se investighează cantități foarte mici de materiale superparamagnetice, cum ar fi nanograme per test, semnalul de fond generat de materialele auxiliare nu poate fi ignorat. În MIA bazată pe proprietățile magnetice neliniare ale etichetelor magnetice, mărgelele sunt expuse la un câmp magnetic alternativ la două frecvențe, f1 și f2. În prezența unor materiale neliniare, cum ar fi etichetele superparamagnetice, se poate înregistra un semnal la frecvențe combinatorii, de exemplu, la f = f1 ± 2×f2. Acest semnal este exact proporțional cu cantitatea de material magnetic din interiorul bobinei de citire.
Această tehnologie face posibilă imunoanalizația magnetică într-o varietate de formate, cum ar fi:
- test convențional în flux lateral prin înlocuirea etichetelor de aur cu etichete magnetice
- teste în flux vertical care permit interogarea analiților rari (cum ar fi bacteriile) în probe de volum mare
- aplicații microfluidice și biocipuri

De asemenea, a fost descrisă pentru aplicații in vivo și pentru teste multiparametrice.

## Utilizări
MIA este o tehnică versatilă care poate fi utilizată pentru o mare varietate de practici.
În prezent, a fost utilizată pentru a detecta viruși în plante pentru a prinde agenți patogeni care în mod normal ar devasta culturile, cum ar fi Grapevine fanleaf virus, Grapevine fanleaf virus și Potato virus X. Adaptările sale includ acum dispozitive portabile care permit utilizatorului să colecteze date sensibile pe teren.
MIA poate fi utilizat, de asemenea, pentru a monitoriza medicamentele terapeutice. Un raport de caz al unui pacient de 53 de ani cu transplant de rinichi detaliază modul în care medicii au reușit să modifice cantitățile de medicament terapeutic.